# 容克斯
容克斯飛機與發動機製造廠（德語：Junkers Flugzeug- und Motorenwerke AG(JFM)，一般直接通稱「容克斯」）是德國一家飛機製造商，它在其創立後50年內研製出了當時世界上最先進的幾種飛機。容克斯公司由胡戈·容克斯於1895年所創立，最初僅生產鍋爐與發動機，第一次世界大戰期間，容克斯研製了當時世上最先進的全金屬單翼機。在二戰期間，儘管容克斯本人被納粹份子所斬除，其公司仍成功研製出數種極為先進的飛機，如著名的“斯图卡”Ju 87俯冲轰炸机，以及“鐵安妮”Ju 52运输机。

## 历史

### 一战

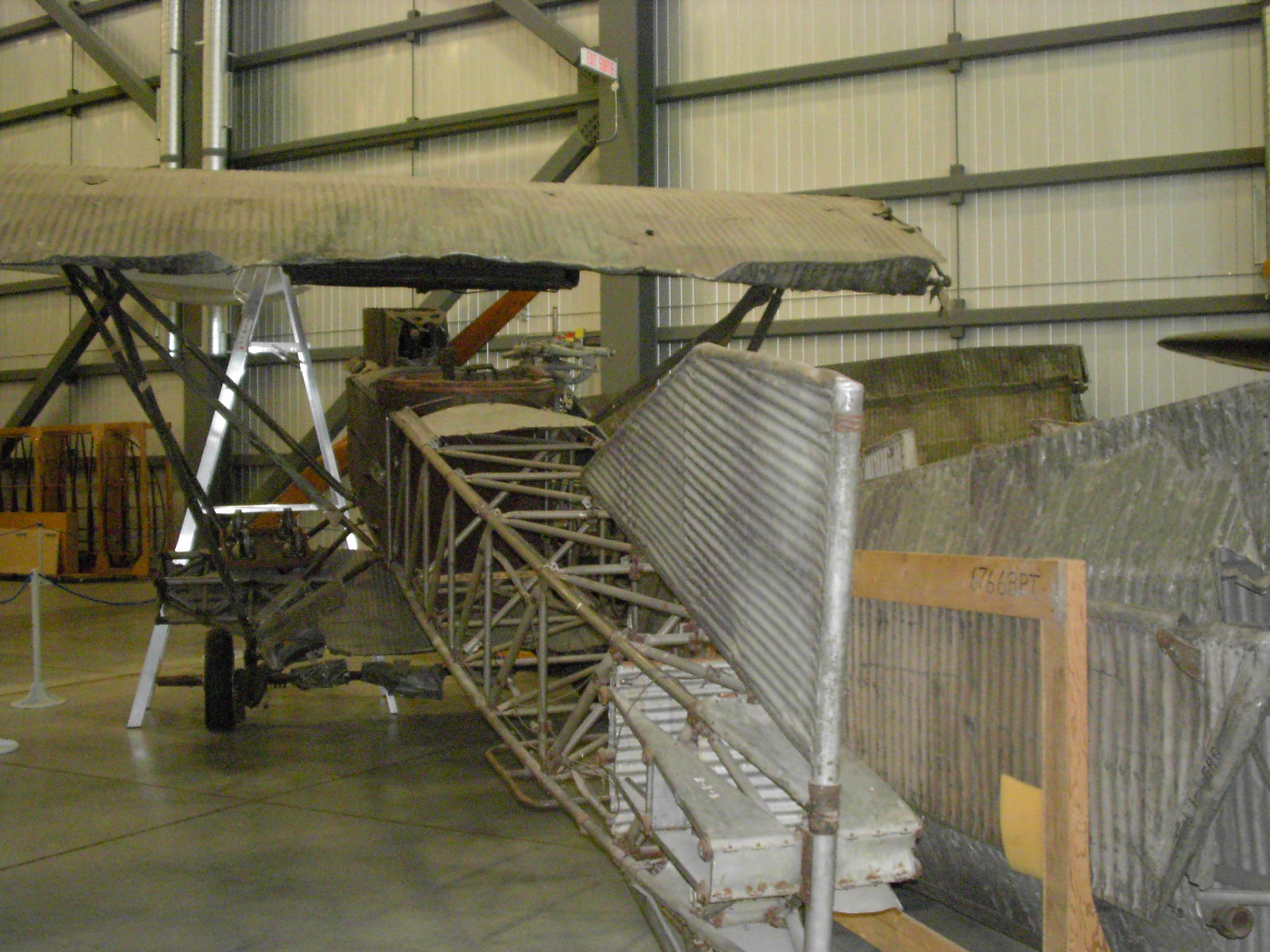
目前仅存的一架J.I，现存放于加拿大航空博物馆。

容克斯飞机的制造历史可以追溯到容克斯J 1单翼飞机（区别于日后的全金属双翼对地攻击机J.I,工厂标识为J4）。该型飞机的研制始于1914年，由于第一次世界大战被迫中断。直到1918年末期战争结束才生产出样机“Blechesel”（意为田驴）。此款飞机是第一架全金属结构设计的可实际飞行的飞机。当时的飞机以木质桁架与构成机体框架结构，使用绳索加固并在外面覆盖拉伸布质蒙皮。J1作为一种半单壳机身，使用钢制与隔舱板构成桁架与蒙皮。由于当时铝仍然是一种相当昂贵的材料，而理想的新型轻质铝合金在薄板结构下工作时无法避免破坏性的脱落，因此J 1使用硅钢板制造。由于钢制J 1的大重量导致飞机的爬升与机动性很差，然而由于其干净的单翼结构，为其梅赛德斯D.II直列6缸发动机安装的散热器形成一个鼓出的机腹，从而使得飞机的阻力非常低，这使得J 1成为当时世界上飞行速度最快的飞机之一，在一个功率仅为120马力的发动机驱动下，达到170 km/h。
在J 1之后，容克斯公司设计制造了一系列“J系”飞机，每一个型号都在强度与重量上达到当时的最好指标，但是每一个亦都未超越原型机阶段投入生产。容克斯J 2基于J 1进行大规模简化与武装，成为一种单座战斗机，而到了J 3，一个未完成的单螺旋桨引擎中单翼飞机设计中，原先的钢板结构被瓦楞铝合金替代。然而负责飞机评测的机构IdFlieg未被单翼机结构设计说服，而订购了双翼设计的J 4。容克斯借此机会将J 4飞机全部飞行控制面（机翼，水平尾翼）使用瓦楞铝合金制造（除了一些机身尾部结构与钢制装甲机身“浴缸”结构）以减重。J 4成为容克斯的第一个投入量产的设计，共卖出283架，其中184架供给军方。由于这是容克斯公司设计的第一种在德国空军服役的，用于步兵支援的J级武装飞机，亦有由信天翁与AEG设计的同性能飞机共同服役。这造成了一个有趣而令人困惑的混淆，容克斯J 4全金属双翼武装飞机获得了德国军用标识“J.I”，而这仅仅是因为德国空军为他们所有参加一战的地面支援武装飞机选择了同样的字母，这也包括其他由信天翁飞机公司与AEG航空制造公司生产的J级飞机。

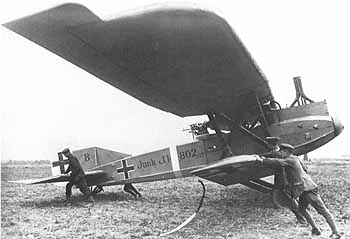
服役于德国空军的容克斯J.I。

自此之后，容克斯坚持单翼机设计的发展方向，陆续设计了大量J系列单翼飞机。其中最成功的机型是J 7，并基于此研制成加长版双座型J 8。J 8是第一种悬桁结构的单翼飞机设计，其外形相比于当时的绳索支撑结构的双翼机设计显得极为新潮。J 8仅由容克斯-福克工厂以J 10的标识进行了有限的生产，其中一小部分在战争结束前投入到东线战场服役。同样单座型J 7衍生出J 9，由容克斯公司（简称“Jco”或“Jko”）与容克斯-福克工厂AG（简称“Jfa”）同时进行了少量生产,即为容克斯D.I低翼战斗机，这也促成了1917年10月20日“Jfa”合作公司在德国政府的强势影响下的成立。
瓦楞铝合金机翼与机身蒙皮在J系列飞机上的应用，成为20年代到30年代容克斯飞机的标志。随着一战的进行，容克斯亦在持续发展，包括与福克的增长（但时有摩擦）的伙伴关系，此即为1917年10月成立的“容克斯-福克总公司”（Junkers-Fokker Aktiengesellschaft）或“容克斯-福克工厂”，德国政府简称为“Jfa”。在这期间，一些容克斯的设计被授权与福克。而接下来的十年内，特别是当福克总设计师莱茵霍德·普拉茨接受了一些容克斯的设计概念后，容克斯与福克的飞机在外观上极为相似，但是福克的设计中机翼大部分仍为木质结构，而不是如容克斯的全金属制造工艺。而随着一战的结束，德意志帝国海军也结束了对全金属水上飞机的原型机J 11的试验。

### 一战后早期阶段

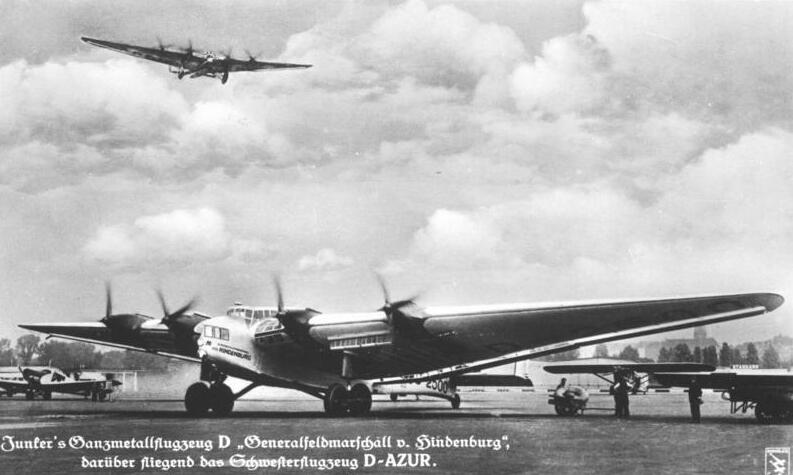
容克斯G.38客机，照片中可见机翼一段设有机窗

一战刚刚结束，容克斯立即着手基于J 8的外形设计出容克斯 F.13，该型号与1919年6月25日首飞，7月取得适航资格。这种四座单翼飞机是世界上第一架全金属客机。值得注意的是，该飞机除了在欧洲令人瞩目的销售情况外，其中25架飞机经由容克斯-拉尔森子公司的渠道交付北美客户，主要用作航空邮政飞机。
然而首飞后仅仅数天，凡尔赛条约签字生效，该条约在最初几个月完全禁止德国生产任何飞机，随着时间的推移，改为仅允许德国生产民用飞机。容克斯研制了一系列逐渐增大的民用飞机，其中包括单引擎G.24与双引擎G.31。然而这两种飞机都未取得商业成功。随着1926年条约限制的废除，容克斯推出W-33与W-34系列，由于该系列客运，货运以及稍后的军用型飞机取得大规模的生产订单，使得容克斯获得重大的的商业成功。W-33/W-34系列亦创造了航空史上众多“第一”，其中包括飞行时间，航程，飞行高度，火箭助推起飞与空中加油，而这些创造性的成就都完成于1926年至1930年。
1924年，容克斯推出一种适用于美国航线的设计方案，该方案描述了一种四引擎，80座客机，带有安装在双挂架上一对前鸭翼与一对主机翼，乘客座位被在排在主机翼与机身舱段中，此机型被称作“容克斯J.1000超级鸭子”。此设计包含一个比例模型，展示了一种具有在8-10小时内跨越大西洋能力的飞机，而这在当时是完全革命性的创举。该设计的基本原理后来被应用于容克斯G.38中，服役于德国汉莎航空（Deutsche Luft Hansa）的定期航线。在该机型推出时，这种能够搭载34名乘客与7名机组人员的四引擎飞机是当时世界上最大的陆上飞机。G.38将一些乘客座位设置于机身舱段外的主机翼内，因此其中一段机翼的前方设有机窗。
此外，1932年，容克斯与迈巴赫公司共同参与设计制造空气动力学汽车项目，但是最终发现由于经济大萧条，高档奢侈汽车市场已经饱和。

### 经济困难
1931年左右，容克斯公司陷入严重的财政困难，这导致集团公司的瓦解。剩下的股东迫使胡戈·容克斯离开公司。然而胡戈是容克斯公司大量专利技术的拥有人，而这些专利技术应用于当时容克斯大部分飞机型号与引擎中。因此容克斯公司制定了一个计划以解决这两个问题，通过打包买断容克斯的引擎专利集，并将其注入另一家新的公司，容克斯引擎专利中心公司於1932年9月成立。新公司又将这些专利技术授权给许多公司，其中大部分属于“容克斯发动机公司”（Junkers Motorenbau）。然而，就在容克斯真正将自己的专利转让给专利中心之前，容克斯将（Junkers Thermo Technik GmbH）卖给博世公司，这也将容克斯财团从瓦解的深渊中拯救出来，而容克斯热技术公司仍然沿用原有的名称，直到今天。

### 纳粹接管

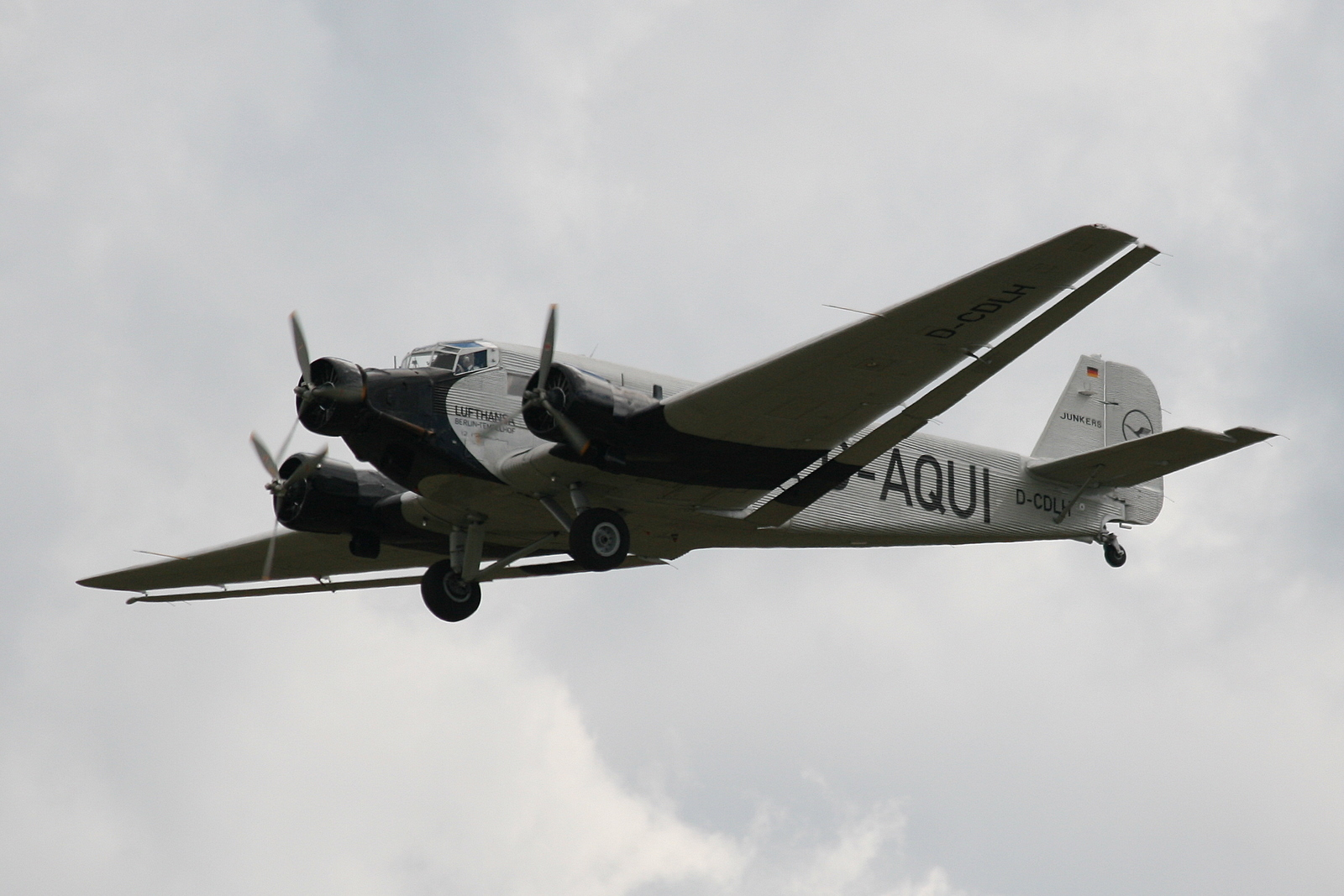
“鐵安妮”Ju 52运输机

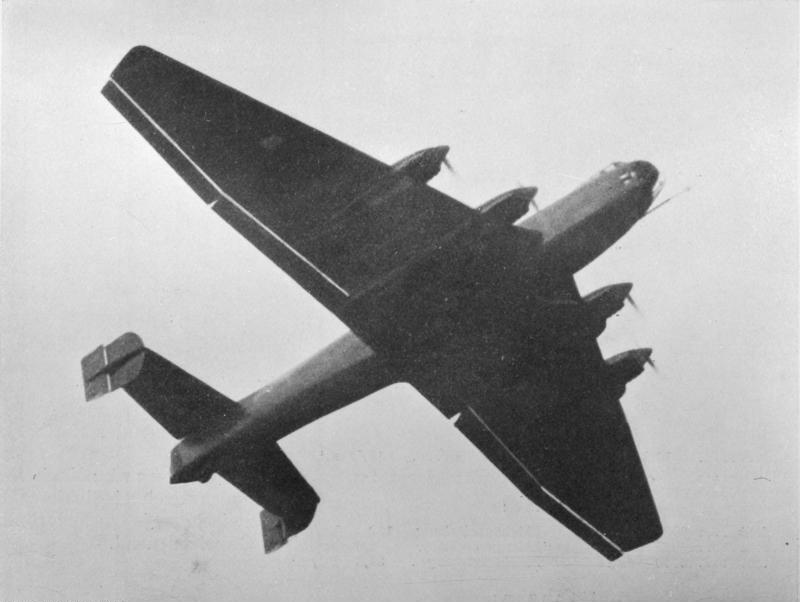
Ju 89轰炸机

纳粹党于1933年成为德国执政党，所有德国航空界的远程民用飞机型号发展计划都被取消。胡戈·容克斯本人也被迫将其所有专利转让给纳粹，因为纳粹怀疑胡戈·容克斯是否会服从他们的计划。不久之后,他的股份被征用，本人被软禁于家中。而在商业航空发展领域领先至少10年的容克斯公司，则被迫降格参与帝国航空部主持的较小的单引擎与双引擎军用项目的竞标。而这之中的两个例外，就是传奇的Ju 52与Ju 90。
Ju 52的研制开始于1928年，最初是作为一种单引擎商业运输机，后来逐渐改进，先是改为双引擎，继而改为经典的三引擎设计以用于世界著名的“鐵安妮”。Ju 52是一个纯粹意义上的商业成功，在第二次世界大战之前已有超过四百架飞机提供给世界各地的不同航线，包括芬兰，瑞典，阿根廷，巴西，乌拉圭，厄瓜多尔，秘鲁，墨西哥，丹麦，挪威，意大利，英国，比利时，爱沙尼亚，希腊，西班牙，理所当然亦包括德国。而由于其坚固耐用的设计，二战之后，西班牙与法国又恢复了Ju 52的生产。
随着1934年容克斯Ju 86轰炸机的问世，容克斯放弃了其早期的瓦楞板设计，其基本外形亦被四引擎重型轰炸机Ju 89轰炸机继承，但是该项目在瓦尔特·韦佛将军去世后终止，其主持的乌拉尔轰炸机项目亦随之而取消。容克斯随之将Ju 89改造为客机，并命名为Ju 90，该机型是第一种专门为跨大西洋航线飞往美国设计的飞机。在遭受1937年至1938年之间原型机多次坠毁的挫折后，Ju 90进行了后续改进，最终于1939年定型生产，并促使南非航空订购了最初两家安装了美国产普惠发动机的Ju 90。正当该飞机准备好进行第一次商业飞行时，第二次世界大战开始。由于战争的爆发，所有模型都被纳粹德国空军征用以用于军事运输以及此后的远程海上巡逻。

### 第二次世界大战

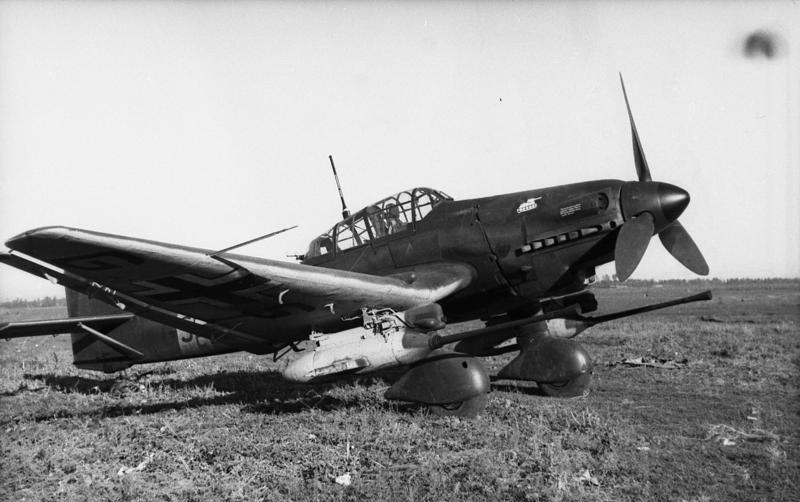
Ju87 G2斯图卡俯冲轰炸机

容克斯军用飞机的制造始于20世纪30年代，最终占据了其所有资源。其中最著名的设计大概是Ju 87 “斯图卡”俯冲轰炸机，作为纳粹德国空军最高效的空中武器（至少在战争初期是），Ju 87一直被用于轰炸任务，从而成为闪电战战略不可或缺的组成部分。「斯图卡」既被用于精确战术轰炸，亦可执行对敌军据点的扫射任务，更由于其可以伴随快速机动的坦克部队行动，并超越传统炮兵部队的射程对敌军掩体实施攻击，因此于战斗中扮演着「空中炮兵」的角色。随着战争的进行，Ju 87被加装大口径加农炮，成为对抗苏联装甲部队的「坦克杀手」。Ju 87装备于空军元帅沃尔弗拉姆·冯·里希特霍芬指挥的德國第8航空軍，在敦刻尔克大撤退与斯大林格勒战役中均取得了巨大的毁灭性战果，也因此在盟军与苏军一方恶名昭彰。

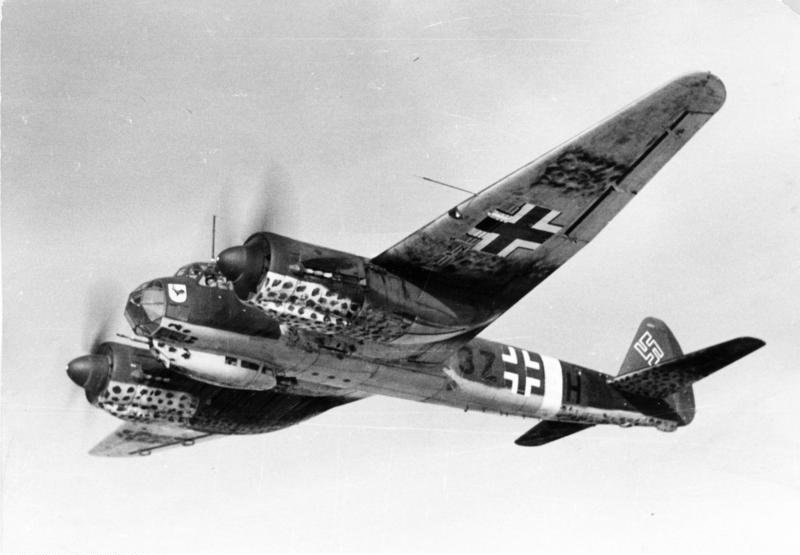
Ju88轰炸机

而比Ju 87更加成功的机型，则是Ju 88轰炸机，纳粹德国空军主要的中型轰炸机。Ju 88被用于可以想象的到的任何形式的实际作战中；包括水平轰炸机，小角度俯冲轰炸机，夜间战斗机，以及拦截机与反舰攻击机。随着战争过程的进行，Ju 88衍生出众多改进型，包括Ju 188与Ju 388，这些机型拥有众多特征用于改进性能，但是从未能替代Ju 88。除此之外,一种强大得多的机型，Ju 288轰炸机亦被列入计划，但是由于其所需要的Jumo 222大功率引擎未研制成功而中途夭折。
容克斯于战前与战争中共生产了4,845架Ju 52运输机。Ju 52广泛的能力使其立成用为军用运输机，应用于人员与物资的运输等德国战争行动中。而经过微小的修改，Ju 52也被用于执行轰炸任务。在第二次世界大战之前，Ju 52在西班牙内战中崭露头角，参加了秃鹰军团于1937年对杜兰戈与格尔尼卡的毁灭性轰炸，而这两次轰炸第一次向全世界展示了战略轰炸的毁灭性潜力与恐怖。
然而对于Ju 52的飞行员与乘员来说，不幸的是，在二战爆发时，Ju 52已经沦为一种完全过时的军用飞机，相对于其他著名的纳粹德国空军飞机，由于「鐵安妮」臃肿，速度慢，因此很容易成为敌方飞机攻击的靶子，这导致其在克里特岛战役与斯大林格勒战役中损失惨重。

### 二战后时期
二战后容克斯公司存活下来并重组为「容克斯有限责任公司」（Junkers GmbH），之后于1958年被并入梅塞施密特-伯尔科-布洛姆（Messerschmitt-Bölkow-Blohm，简称MBB）财团（亨克尔与梅塞施密特联合投资）。1965年，梅塞施密特退出联合投资，获得了JFM AG的控制权并于1967年将其并入旗下。在西德,而容克斯有限责任公司在20世纪50年代直至60年代早期致力于未来航天运输的研究。在这个时期，容克斯雇佣了著名奥地利工程师与航天理论学家欧根·桑格，他在1961年完成了一种先进轨道太空船的设计。1969年，容克斯有限责任公司被合并入MBB，从此，容克斯这个名字正式宣告终结。1989年MBB被「德国宇航公司」（Deutsche Aerospace AG，DASA）收购，1995年更名为「戴姆勒奔驰宇航公司」。成为如今欧洲航空防务与太空公司（EADS）德国的前身。

## 容克斯Jumo引擎
除飞机外容克斯亦运营一家引擎工厂，1923年1923年，引擎工厂脱离母公司，自行成立容克斯发动机公司（Junkers Motoren），亦称Jumo。该公司在20世纪20年代至30年代迅速扩张，旗下工厂遍布德国。Jumo是第一家生产用于航空的真正现代引擎的德国公司，其典型产品是650马力的Jumo 210引擎。但是随着航空领域的快速发展，短短几年内，这款引擎即被认为马力不足。这促使Jumo研制了更大的Jumo 211。也许是预料之中之事，211引擎广泛用于容克斯轰炸机，却在其他机型中鲜有问津，这很大程度上归功于该型号比它的竞争对手：戴姆勒奔驰DB 601拥有更大的输出功率。由211改进而来的Jumo 213性能非常优异，事实上几乎每种战争后期的活塞引擎飞机都强烈需求这种引擎。而Jumo 004是第一种量产型喷气式引擎，被装备于革命性的梅塞施密特Me-262喷气战斗机上。

## 产品

### 飞机
容克斯早期飞机以字母J附加型号数字作为分类。自1919年起采用一个附加的销售标识，该标识使用原有的数字，并添加一个字母前缀以指示飞机的用途：
A = Austausschflugzeug（军民兩用飛機）
EF = Entwurf-Flugzeug（试验飞机）
F = Flugzeug（飞机）
G = Grossflugzeug（大型飞机）
H = 由容克斯莫斯科工厂制造
K = Kampflugzeug（战斗机）
S = Spezial（特殊用途飞机）
T = （教练机）
W = Wasserflugzeug（水上飞机）。
同一数字编号仅有一次用于两种不同的完成型机种，这两种机型是T 23与G 23，它们又都被称为J 23。
在第一次世界大战中服役的机型，使用另一种由空军部（Flugzeugmeisterei）制定的标识，此标识亦使用字母加数字系统以指示飞机用途：
CL = 双座对地攻击型。
D = 单座双翼侦察机，1918年后应用于所有单座侦察机。
E = 单座单翼侦察机。
J = 双座双翼装甲近距离支援飞机。
最著名且最容易混淆的例子是容克斯J 4，即军用型的容克斯J 1。
1933年后，代表容克斯公司的字母J替换为Ju，此种帝国空军部命名系统应用于所有的德国制造商，第一架由Ju编号命名的容克斯飞机是W33，因此它被替换为Ju 33。然而更早的莫斯科工厂制造的机型，例如H21经常使用Ju编号描述，例如Ju 21。
以下为按时间顺序排列的容克斯公司的机型：

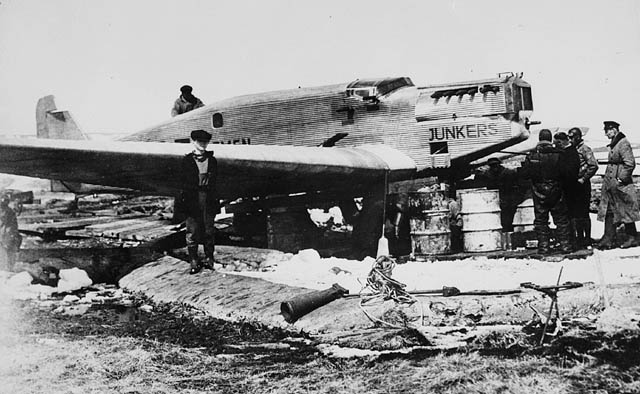
容克斯W33“不莱梅”于第一次自东向西跨越大西洋飞行后

- 容克斯J 1（英语：Junkers J 1）， （非军用标识）全金属单座试验机，1915。
- 容克斯J 2（英语：Junkers J 2）， （军用型E。I）实验性单座机，设计为战斗机，1916。
- ， 中单翼机，完成前被取消，第一种波纹铝合金蒙皮设计。
- 容克斯J 4， （军用型J。I）双翼机，全金属近距支援战斗机，1917。
- ， 单翼侦察机，引擎位于飞行员后，未投产。
- ， 上单翼侦察机，未投产。
- 容克斯J 7，J 9的样品，1917。
- 容克斯J 8（英语：Junkers J 8），J 10 & 11的样品，1917。
- 容克斯J 9， （军用型D。I）单座战斗机，分J 9/I and J 9/II（延长翼展与机身后部）两种版本，1918。
- 容克斯J 10（英语：Junkers J 10）， （军用型CL.I）单翼近距支援战斗机，1918。
- 容克斯J 11（英语：Junkers J 11）， （海军型C3MG）水上飞机， 衍生自J 10，1918。
- ， 仅项目。
- 容克斯 F.13， 客机，1919年最初命名为J 13，1919年在美国出售时称为容克斯-拉尔森。
- 容克斯J 15（英语：Junkers J 15），J/K 16之前身，1920。
- 容克斯K 16（英语：Junkers K 16）， 小型单引擎客机，亦被称为J 16，1922。
- 容克斯T 19（英语：Junkers T 19），教练机与观光机，1922。
- 容克斯A 20（英语：Junkers A 20）， 轻型运输机，1923。
- 容克斯J 21（英语：Junkers T.21）， 亦称T 21或H 21， 侦察机，在俄国为苏联红军制造。
- 容克斯J 22（英语：Junkers J 22）， 亦称H 22，供应红军，战斗机，与J 21相同，1922。
- 容克斯T 23（英语：Junkers T 23）， 运动单翼，双翼机，1923。
- 容克斯G 23（英语：Junkers G 23），3引擎客机，1923。
- 容克斯G 24（英语：Junkers G 24）， 增大型G 23，1925。
- 容克斯F 24（英语：Junkers F 24）， 单引擎型G23，1928。
- 容克斯T 26（英语：Junkers T 26）， 教练，运动机，1925。
- 容克斯J 29（英语：Junkers J 29）， 运动单翼机与双翼改进型，1925。
- 容克斯K 30（英语：Junkers K 30）， 军用版G 24。
- 容克斯G 31（英语：Junkers G 31），15座客机，1926。
- 容克斯A 32（英语：Junkers A 32）， 试验单翼机，1926。
- 容克斯W 33（英语：Junkers W 33）， 单引擎轻型运输机，（由F。13改进）1926。
- 容克斯W 34（英语：Junkers W 34）， 单引擎轻型运输机 （W33改进型），1933。
- 容克斯A 35（英语：Junkers A 35）， 邮政，教练与军用飞机，1926。
- 容克斯S 36（英语：Junkers S 36）， 试验型轻型轰炸机，1927。
- 容克斯K 37（英语：Junkers K 37）， 轻型轰炸机，1928。
- 容克斯 G.38，4引擎商业运输机，当时世界上最大的陆基飞机，1929。
- 容克斯K 39（英语：Junkers K 39）， 试验型轻型轰炸机，1927。
- 容克斯K 43（英语：Junkers K 43）， 单翼侦察机，1927。
- 容克斯Ju 46（英语：Junkers Ju 46），弹射邮政机，衍生自W 34。
- 容克斯K 47，  近距支援战斗机，K 48的原型机，1927。
- 容克斯A 48， 量产型俯冲轰炸机，1928。
- 容克斯Ju 49（英语：Junkers Ju 49）， 高海拔研究飞机，1931。
- 容克斯A 50（英语：Junkers A 50）， 运动单翼机，1929。
- 容克斯K 51（英语：Junkers K 51），三菱日本制重型轰炸机，1934。
- 容克斯Ju 52， 单引擎Ju 52/3m引导机，1930。
- 容克斯Ju 52/3m“容阿姨”， 航线客机，货机，二战中被用作运输机与轰炸机，1932。
- 容克斯Ju 60（英语：Junkers Ju 60）， 低翼高速航线飞机，1932。
- 容克斯EF 61（英语：Junkers EF 61）， 高海拔战斗机与侦察机（原型），1936。
- 容克斯Ju 86（英语：Junkers Ju 86），双引擎客机，轰炸机 ，侦察机，1934。
- 容克斯Ju 87，“斯图卡”， 俯冲轰炸机，1935。
- 容克斯Ju 88， 轰炸机，侦察机，夜间战斗机。
- 容克斯Ju 89， 重型运输机，重型轰炸机（原型机），1936。
- 容克斯Ju 90（英语：Junkers Ju 90），4引擎客机，运输机，1937。
- 容克斯Ju 160（英语：Junkers Ju 160）， 低翼高速客机，由Ju 60发展而来，1934。
- 容克斯Ju 187（英语：Junkers Ju 187）， 近距支援战斗机项目， 模拟制造后取消。
- 容克斯Ju 188， 复仇者轰炸机，1941。
- 容克斯Ju 248，Me 263重新设计型。
- 容克斯Ju 252（英语：Junkers Ju 252）， 运输机，1941。
- 容克斯Ju 287（英语：Junkers Ju 287），前掠翼喷气引擎轰炸机原型机，1945。
- 容克斯Ju 288， 轰炸机（原型机），1941。
- 容克斯Ju 290， 运输机， 巡逻机，1941。
- 容克斯Ju 322（英语：Junkers Ju 322），“猛犸”， 运输滑翔机 （原型机），1941。
- 容克斯Ju 352（英语：Junkers Ju 352），“赫拉克勒斯”， 运输机，1944。
- 容克斯Ju 388（英语：Junkers Ju 388），“Störtebeker”， 侦察与夜间战斗机，1943。
- 容克斯Ju 390（英语：Junkers Ju 390）， 远程轰炸机（美国轰炸机，原型机）由Ju 290发展而来，1943。
- 容克斯Ju 488（英语：Junkers Ju 488）， 重型轰炸机设计，未飞行。
- ， 一种可搭载一架子飞机的空中飞行平台设计。航程， 四引擎，每个引擎搭载两个推进器。
- ， 双体飞机项目，1942。
- 容克斯EF 131（英语：Junkers EF 131），Ju 287的变种。
- 容克斯EF 132（英语：Junkers EF 132）， 渦輪噴射洲際轰炸机(可以被視為是Ju 687或Ju 688)，一部分在苏联建造，但未完成。
- 容克斯EF 140（英语：OKB-1 EF 140）， 前掠翼轰炸机，侦察机，战后由苏联完成。
- 容克斯EF 150（英语：Junkers EF 150）， 轰炸机， 大部分由苏联设计战后由苏联完成。